# Laguna Woods
Laguna Woods és una ciutat del Comtat d'Orange (Califòrnia). Segons el cens del 2000 tenia 16.507 habitants.

## Demografia
Segons el cens del 2000, Laguna Woods tenia 16.507 habitants, 11.699 habitatges, i 3.989 famílies. La densitat de població era de 1.991,7 habitants/km².
Dels 11.699 habitatges en un 0,4% hi vivien nens de menys de 18 anys, en un 30,7% hi vivien parelles casades, en un 2,8% dones solteres, i en un 65,9% no eren unitats familiars. En el 62,2% dels habitatges hi vivien persones soles el 57,5% de les quals corresponia a persones de 65 anys o més que vivien soles. El nombre mitjà de persones vivint en cada habitatge era d'1,4 i el nombre mitjà de persones que vivien en cada família era de 2,06.
Per edats la població es repartia de la següent manera: un 0,6% tenia menys de 18 anys, un 0,2% entre 18 i 24, un 2,2% entre 25 i 44, un 10,6% de 45 a 60 i un 86,4% 65 anys o més.
L'edat mediana era de 78 anys. Per cada 100 dones de 18 o més anys hi havia 51,6 homes.
La renda mediana per habitatge era de 30.493 $ i la renda mediana per família de 46.889 $. Els homes tenien una renda mediana de 56.563 $ mentre que les dones 35.188 $. La renda per capita de la població era de 32.071 $. Entorn del 2,6% de les famílies i el 6% de la població estaven per davall del llindar de pobresa.

## Poblacions properes
El següent diagrama mostra les poblacions més properes.